# Felipe Leal Atero
Felipe Augusto Leal Atero (Santiago de Chile, 8 de marzo de 1982) es un deportista chileno que compitió en remo.
Ganó una medalla en el Campeonato Mundial de Remo de 2005 y cuatro medallas en los Juegos Panamericanos entre los años 2003 y 2015.

## Palmarés internacional
| Campeonato Mundial   | Campeonato Mundial              | Campeonato Mundial | Campeonato Mundial        |
| Año                  | Lugar                           | Medalla            | Prueba                    |
| -------------------- | ------------------------------- | ------------------ | ------------------------- |
| 2005                 | Kaizu (Japón)                   | Medalla de plata   | Dos sin timonel ligero    |
| Juegos Panamericanos |                                 |                    |                           |
| Año                  | Lugar                           | Medalla            | Prueba                    |
| 2003                 | Santo Domingo (Rep. Dominicana) | Medalla de oro     | Cuatro sin timonel ligero |
| 2007                 | Río de Janeiro (Brasil)         | Medalla de bronce  | Doble scull ligero        |
| 2011                 | Guadalajara (México)            | Medalla de bronce  | Cuatro sin timonel ligero |
| 2015                 | Toronto (Canadá)                | Medalla de oro     | Dos sin timonel           |